# Courtelary (gemeente)
Courtelary is een gemeente en plaats in het Zwitserse kanton Bern, en maakt deel uit van het district Jura bernois.
Courtelary telt 1.290 inwoners.